# Ill Na Na
Ill Na Na è il primo album in studio della rapper statunitense Foxy Brown, pubblicato nel 1996.

## Tracce
1. Intro...Chicken Coop – 3:17
2. (Holy Matrimony) Letter to The Firm – 3:26
3. Foxy's Bells – 3:20
4. Get Me Home (feat. Blackstreet) – 3:49
5. The Promise (feat. Havoc) – 4:20
6. Interlude...The Set Up – 1:00
7. If I... – 3:42
8. The Chase – 3:18
9. Ill Na Na (feat. Method Man) – 3:06
10. No One's – 3:32
11. Fox Boogie (feat. Kid Capri) – 3:06
12. I'll Be (feat. Jay-Z) – 2:58
13. Outro – 0:42

## Brani
- Il brano 2 contiene interpolazioni con I Love You di Mary J. Blige e Ike's Mood di Isaac Hayes
- Il brano 3 è una cover di Rock the Bells di LL Cool J
- Il brano 4 è una cover di Gotta Get You Home Tonight di Eugene Wilde
- Il brano 9 contiene un sample di Brick House dei The Commodores
- Il brano 10 contiene un estratto di No One's Gonna Love You degli SOS Band
- Il brano 12 contiene sample da I'll Be Good di René & Angela

## Classifiche

### Classifiche settimanali
| Classifica (1996)         | Posizione raggiunta |
| ------------------------- | ------------------- |
| Stati Uniti               | 7                   |
| US Top R&B/Hip-Hop Albums | 2                   |

### Classifiche di fine anno
| Classifica (1996)         | Posizione raggiunta |
| ------------------------- | ------------------- |
| Stati Uniti               | 46                  |
| US Top R&B/Hip-Hop Albums | 6                   |